# Enrikas Dortlich
Enrikas Dortlich er en fiktiv person, der optræder i filmen Hannibal Rising fra 2007. Han er medlem af gruppen som kannibaliserer den unge Hannibal Lecters søster Mischa i Litauen i 1944 under 2. Verdenskrig. Flere år senere efter Hannibal er taget til Frankrig, opdager han at Lecter ankommer tilbage til Litauen, hvor arbejder som grænsevagt for Sovjetunionen. Han bliver sendt af gruppens leder Vladis Grutas for at dræbe Lecter, men bliver selv dræbt ved halshugging. Dortlich kommer i et baghold af Lecter, der binder ham til et træ ude i skoven. Lector presser ham for viden omkring hvor de andre befinder sig og bruger sin hest, Cesar, til at stramme en lykke rundt om hans hals til den knækker over. Lecter spiser derefter dele af hans kind.